# Eugraphe xizangensis
Eugraphe xizangensis är en fjärilsart som beskrevs av Chen 1982. Eugraphe xizangensis ingår i släktet Eugraphe och familjen nattflyn. Inga underarter finns listade i Catalogue of Life.